# Marco Pütz
Marco Pütz (Esch-sur-Alzette, 1958) is een hedendaags Luxemburgs componist en professor in de muziek.

## Levensloop
Pütz studeerde saxofoon, kamermuziek, harmonieleer, contrapunt en orkestdirectie aan het conservatorium van Esch-sur-Alzette in Luxemburg (zes eerste prijzen), aan het Koninklijke Muziek-Conservatorium te Brussel (hoger diploma voor saxofoon en in kamermuziek) en aan het Koninklijk Conservatorium Luik in België (hoger diploma in harmonieleer en orkestdirectie).
Tegenwoordig is hij hoogleraar saxofoon, kamermuziek en instrumentatie aan het conservatorium te Luxemburg. Hij stichtte het kamerensemble Quatuor de Saxophones de Luxembourg. Sinds 1981 speelt hij ook in het Luxembourg Philharmonic Orchestra als saxofonist mee.
Sinds 1987 heeft hij meer dan honderd werken gecomponeerd en geschreven, in het bijzonder voor blazers en harmonieorkest. In 1995 won hij de eerste prijs van het International Clarinet Association Contest in de Verenigde Staten van Amerika voor zijn werk Quatuor pour clarinettes en in 1997 kreeg hij de derde prijs op het II Concorso internazionale di composizione Augusto Cagnon te Treviso in Italië voor zijn Concertino for Horn and Wind Band. Hij schreef verder een musical voor kinderen, een strijkkwartet en een werk voor kamerorkest.

## Composities

### Werken voor orkest
- 2000 Happy Birthday, Mr/Ms/Mrs.…
- 2009 Elegia, (2008/2021, in memoriam Charel Weiler) voor orkest (5':40", Edition Kunzelmann, CH)
- 2010 Chapters of Life, concert voor solo-tuba en orkest (18', Edition Kunzelmann, CH)
- 2011 Conversations, voor trumpet, piano & strijk-orkest (18', Edition Kunzelmann, CH)
- 2013 Moods, voor orkest (12':30, Edition Kunzelmann, CH)
- 2014 Strömungen, voor orkest (16':40, Edition Kunzelmann, CH)
- 2019 Euphonia's Voice , voor solo-euphonium en orkest (17':45, Edition Kunzelmann, CH)
- 2021 Concerto for Organ & Orchestra (27', Edition Kunzelmann, CH)
- 2022 Symfonie N°1 "Four Colours Symphony" , voor Orkest (39':10, Edition Kunzelmann, CH)
- 2023 Imaginary Letters, voor Sax.-Sopr.-Solo, Strijkorkest, Timp. & 2 Slagwerkers (23', Edition Kunzelmann, CH)
- 2024 Symfonie N°2 "WORTE", voor Mezzosopraan & Orkest (naar gedichten van Ingeborg Bachmann, Nelly Sachs & Anna Achmatowa), Edition Kunzelmann (CH)

### Werken voor Harmonie, Fanfareorkest en Brass Band
- 1991 Prae Monitio, voor mezzosopraan en harmonieorkest (Ed.Bronsheim, NL)
- 1992 Meltdown, de levenscyclus van een kerncentrale (Ed.Bronsheim, NL)
  1. De geboorte (van de kernreactor)
  2. Uitnodiging tot dans
  3. Dans van de nucleaire staven
  4. Buiten controle
  5. Explosie (Kernramp - Super-G.A.U.)
  6. Ter herinnering aan de overlevenden
- 1994 Three Sketches for Band, voor fanfareorkest (Ed.Bronsheim, NL)
  1. March
  2. Waltz
  3. Scherzino
- 1995 Au début ce ne fût qu'une idée(manuscript)
- 1995 Luxembourg, Ville Fortifiée (Ed.Bronsheim, NL)
- 1996 Concertino, voor hoorn en harmonieorkest (Ed.Bronsheim, NL)
- 1997 The Legend of Aquarius, voor harmonieorkest (Ed.Bronsheim, NL)
  1. Deep Water
  2. Children Games
  3. The Barbarity of Aquarius
  4. The Cave of Aquarius
  5. The Escape
  6. The Moral of the Legend
- 1997/1998 Sinfonietta for Band, voor harmonieorkest (Ed.Bronsheim, NL)
  1. Prologue
  2. Allegro vivo, Allegretto, Allegro vivo
  3. Cantus firmus con variazioni
- 1999 Konzertstück, voor bastrombone en harmonieorkest (Ed.Bronsheim, NL)
  1. Allegro
  2. Cadenza
  3. Allegro ritmico
- 2000 Initiales, voor fanfareorkest (Ed.Bronsheim, NL)
- 2001 Rhapsody on a Dutch Folksong,voor harmonieorkest (Ed.Bronsheim, NL)
- 2002 Dance Sequence, voor harmonieorkest (Ed. Maecenas Music, GB)
- 2002 Sincerely Yours voor fanfareorkest (Ed.Bronsheim, NL)
- 2003 Concertino, voor eufonium en harmonie/fanfareorkest of brassband (Ed.Bronsheim, NL)
- 2003 Derivations voor fanfare/harmonieorkest (Verplicht werk 2005 tijdens het Wereld Muziek Concours (WMC) te Kerkrade - concertafdeling - fanfareorkest)(Ed.Bronsheim, NL)
- 2003 Improvisation and Fugato über ein chromatisches Thema, voor harmonieorkest (Ed.Bronsheim, NL)
- 2005 Choralis Tonalis, voor fanfare/harmonieorkest (Ed.Bronsheim, NL)
- 2004 Concerto, voor bes-klarinet en harmonieorkest (Ed.Bronsheim, NL)
- 2005 Concerto, voor dwarsfluit en harmonieorkest (Ed.Bronsheim, NL)
  1. Scherzo
  2. Intermezzo
  3. Allegro Vivo
- 2006 Die Judenbuche, voor harmonie/fanfareorkest (Ed.Bronsheim, NL)
- 2006 Concerto, voor trompet en harmonieorkest (Ed.Bronsheim, NL)
- 2007 Four Sketches for Band, voor harmonie-/fanfareorkest (Ed. De Haske, NL)
- 2007 Omaggio, voor fanfareorkest (De Haske, NL)
- 2008 Arrows of Lightning, voor harmonieorkest (De Haske, NL)
- 2008 Four Earth Songs, voor sopraan solo en harmonie-/fanfareorkest (De Haske, NL)
- 2009 ...then thy words will take wing..., voor harmonieorkest, cello solo en kinderkoor (De Haske,NL)
- 2009 From the Highlands, voor harmonieorkest (De Haske, NL)
- 2010 Chapters of Life, voor Tuba-Solo & harmonieorkest (17', 2011, De Haske, NL)
- 2011 A Little Irish Suite, voor harmonieorkest (8', De Haske, NL)
- 2012 Celebrations, voor Fanfare Orkest (13':30", Bronsheim Music, NL)
- 2012 Tre Pezzi per Banda, voor harmonieorkest (11', Bronsheim Music, NL)
- 2012 Rhapsodic Pictures, voor harmonieorkest (12')
- 2012 Corale, voor harmonie- en fanfareorkest,(5', Bronsheim Music, NL)
- 2013 Solitary Prayer, voor Solo-Euphonium en HA/FA/BRA (5':30, Bronsheim Music, NL)
- 2014 Time for Outrage, voor harmonieorkest en fanfare orkest (16', Bronsheim Music, NL)
- 2015 Concerto for Organ, Winds & Percussion, voor red. harmonieorkest (27')
- 2015 Jubilee Vibrations, Concertino voor Vibraphone & HA/FA/BRA (11', Bronsheim Music, NL)
- 2015 Festive Fanfare, voor harmonieorkest (4':40, Bronsheim Music, NL)
- 2016 Der Linksmähder, voor harmonieorkest (8', Wind Music Edition, CH)
- 2016 In other Words, voor fanfareorkest (15', Bronsheim Music, NL)
- 2017 Dialogues, voor 2 F-Hoorns en Fanfare Orkest (14', Bronsheim Music, NL)
- 2017 Trigger, voor harmonieorkest (4'.10", Bronsheim Music, NL)
- 2018 Schattengänge, voor harmonieorkest (9':30", Bronsheim Music, NL)
- 2018 Glück Auf-Fanfare, voor harmonieorkest (2':40", Manuscript)
- 2018 Two Impressions from Mondorf-les-Bains, voor harmonieorkest (12', Bronsheim Music, NL)
- 2019 Die Mahnung der Toten, voor Mezzo-Sopraan en Harmonieorkest (14', Bronsheim Music, NL)
- 2020 Temptations, voor Fanfare Orkest (14', Bronsheim Music, NL)
- 2020 Three at a Time, voor Fanfare Orkest (11', Bronsheim Music, NL)
- 2020 Concerto for Wind Orchestra, voor Harmonieorkest (23', Bronsheim Music, NL)
- 2021 Frames of Mind, voor Fanfareorkest (11':40", Bronsheim Music, NL)
- 2021 Of fear and quiet hope, voor Harmonieorkest (12':45", Bronsheim Music, NL)
- 2022 Evolutions for Winds, voor Harmonieorkest (10':10", Bronsheim Music, NL)
- 2022 Of Deprivation and Confidence, voor Harmonieorkest (14':10", Bronsheim Music, NL)
- 2023 Brainwashing, voor Saxofoon-Kwartet en Harmonieorkest (19' , Bronsheim Music, NL)
- 2023 Wings, voor Solo-Flugelhorn en Brass Band/Fanfareorkest (6':15", Bronsheim Music, NL)
- 2024 A Steamy Ride, voor Harmonieorkest (15') - Grade 5

### Muziektheater

#### Musicals
- 1995 Dem Alto séng grouss Rees musical voor kinderen (ca.56' Muziek)
- 2022 Golden Memories voor Alt-Saxofoon, Piano, Slagwerk en Pantomime (ca.55' Muziek)

### Kamermuziek
- 1987 Quatuor pour clarinettes voor esklarinet, 2 besklarinetten en basklarinet (Ed.Tonger, Karlsruhe)
- 1987 Quatuor pour saxophones voor sopraan-, alt-, tenor- en baritonsaxofoon (manuscript)
- 1988 Astrum voor zeven koperinstrumenten (manuscript)
- 1991 Trois pièces voor klarinet en piano (Ed.Bronsheim, NL)
- 1992 Septentrion voor zeven saxofoons (sopraninosaxofoon/sopraansaxofoon/2 altsaxofoons/tenorsaxofoons/baritonsaxofoon/bassaxofoon)(Ed.Tonger, Karlsruhe)
- 1994 Four for Two voor twee gelijke saxofoons (Ed.Bronsheim, NL)
- 1995 Trilogy for Five voor koperkwintet (2 trompetten, 3 trombones/2 trompetten, hoorn, trombone, tuba)(Ed.Bronsheim, NL)
- 1995 Five characteristic pieces voor houtblazerskwintet (Ed.Bronsheim, NL)
- 1997 Brass Trio voor trompet, hoorn en trombone (ED.Bronsheim, NL)
- 1997 4 Bagatellen voor koperkwintet (Ed.Bronsheim, NL)
- 1999 Trois pièces caractéristiques voor saxofoon of klarinet en piano (Ed.Bronsheim, NL)
- 2002 Recitativo & Allegro voor eufonium en piano (Ed. Bronsheim, NL)
- 2004 Memento voor strijkkwartet (Ed. Tonger, Karlsruhe)
- 2004 Three days in a week voor saxofoon en piano (Ed.Combre, Paris)
  1. Sunny day
  2. Rainy day
  3. Fairy day
- 2005 Tanz-Suite voor fagot en piano (Edition Tonger, Karlsruhe)
- 2006 March, Waltz & Ragtime, voor bestrumpet & piano (Ed. Combre, Paris)
- 2006 Song & Dance, voor besklarinet & piano (Ed. Combre, Paris)
- 2008 Poids Lourds, voor eufonium & piano (Ed. Combre, Paris)
- 2008 ...Till's Last Joke... voor hoorn/trombonekwartet (De Haske, 12/2010)
- 2009 Waltz & Ragtime, voor bes/es-saxofoon & piano (Ed. Combre, Paris)
- 2009 Cadence et Scherzo, voor dwarsfluit & piano (De Haske)
- 2009 Five Open-ended Pieces, voor tuba/eufoniumensemble (De Haske)
- 2010 Two Pictures, voor oboe/altsaxofoon & piano (De Haske)
- 2011 Tool Up, voor orgel & 2 slagwerkers (De Haske)
- 2011 Two Bagatelles, voor alt-/sopraansaxofoon & piano (De Haske)
- 2023 The Cable Girl, voor alt-/sopraansaxofoon & piano (Editions Sempre Più, Paris)
- 2012 Salome's Dance, voor viool en altsaxofoon (M. Combre, Paris)
- 2013 Diversions, voor bestrompet & piano (Editions Sempre Più, Paris)
- 2014 Lover's Grief & Happy End, voor viool & piano (Editions Sempre Più, Paris)
- 2017 A Vianden, voor sopraan, bas-bariton & piano
- 2018 Woodwind Quintet N°2, voor het pentaTon Quintett, CH (10', Edition Kunzelmann)
- 2024 Momenti Fugaci, voor dwarsfluit & vibrafoon, 6', Edition Kunzelmann, CH)
- 2025 Drie Bagatellen, voor viool, viola & harp (Pri-An-Elli Trio), 10', Edition Kunzelmann, CH)

### Werken voor piano/orgel
- 1988 Eng Waltz fiir d'Steffi - (A Waltz for Steffi) (Ed.LGNM, Luxembourg)
- 2013 Waltzing Steffi, voor piano vierhandig
- 1994 Impressions - vijf stukken voor piano-solo (Bronsheim Music, NL)
- 2017 Meditation & Toccata 1 - Meditation, 2 - Toccata in C (2017, Edition Kunzelmann/Peters)